# Joanna Krupa

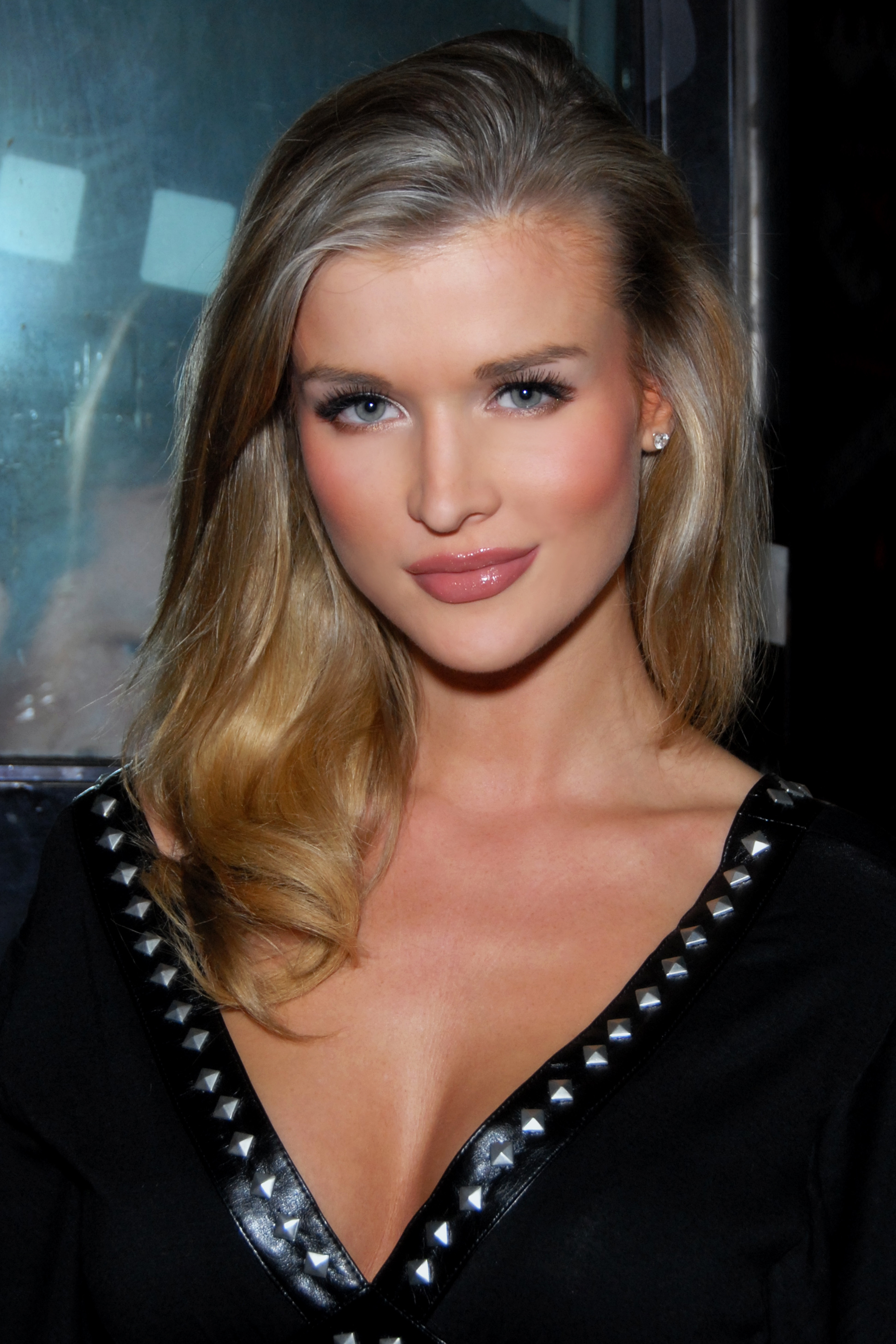
Joanna Krupa in Hollywood (2008)

Joanna Krupa (* 23. April 1979 in Warschau) ist ein polnisches Model und Schauspielerin. Sie besitzt auch die US-amerikanische Staatsbürgerschaft.

## Leben und Karriere
Im Alter von fünf Jahren kam Joanna Krupa nach Chicago, Illinois, derzeit wohnt sie in Los Angeles, Kalifornien. Ihre jüngere Schwester Marta Krupa ist ebenfalls ein Model.
Krupa erschien bereits auf den Covers mehrerer namhafter Herrenmagazine, darunter FHM, CKM, Personal, Inside Sport, Stuff, Steppin Out, Teeze und Maxim. Sie war 2005 in der Juli-Ausgabe des Playboy zu sehen.
Die Maxim-Redaktion ernannte Krupa zur Nummer 61 in ihrer „Hot-100“-Liste. Krupa wurde außerdem zu Deutschlands Maxim-Model des Jahres 2004/2005 gewählt.
Seit 2010 moderiert Krupa Top Model. Zostań modelką, das polnische Äquivalent zu Germany’s Next Topmodel.

## Filmografie (Auswahl)
- 2001: Planet der Affen (Planet of the Apes)
- 2001: Son of the Beach (Fernsehserie, 1 Episode)
- 2004: Max Havoc: Curse of the Dragon
- 2004: Las Vegas (Fernsehserie, 1 Episode)
- 2006: CSI: Den Tätern auf der Spur (CSI: Crime Scene Investigation, Fernsehserie, 1 Episode)
- 2006: The Dog Problem
- 2007: Ripple Effect
- 2010: Six Days in Paradise
- 2012: Wedding Band (Fernsehserie, 1 Episode)
- 2012–2013: The Real Housewives of Miami (Fernsehserie, 34 Episoden)
- 2016: Another Day in Paradise
- 2017: You Can’t Have It

## Auszeichnungen
- 2005: Maxim-Woman of the year (Bikini-Girl)